# 洛尔泰
洛尔泰（法語：Lortet，法語發音：[lɔʁtɛ]）是法国上比利牛斯省的一个市镇，属于巴涅尔德比戈尔区。

## 地理
洛尔泰（43°2'35"N, 0°22'45"E）面积3.63 平方千米，位于法国奧克西塔尼大區上比利牛斯省，该省份为法国西南部内陆省份，北至热尔省，西接大西洋比利牛斯省，南与西班牙接壤，东临上加龙省。
与洛尔泰接壤的市镇（或旧市镇、城区）包括：伊佐、巴聚内斯特、埃什、拉巴斯蒂德、圣阿罗芒。

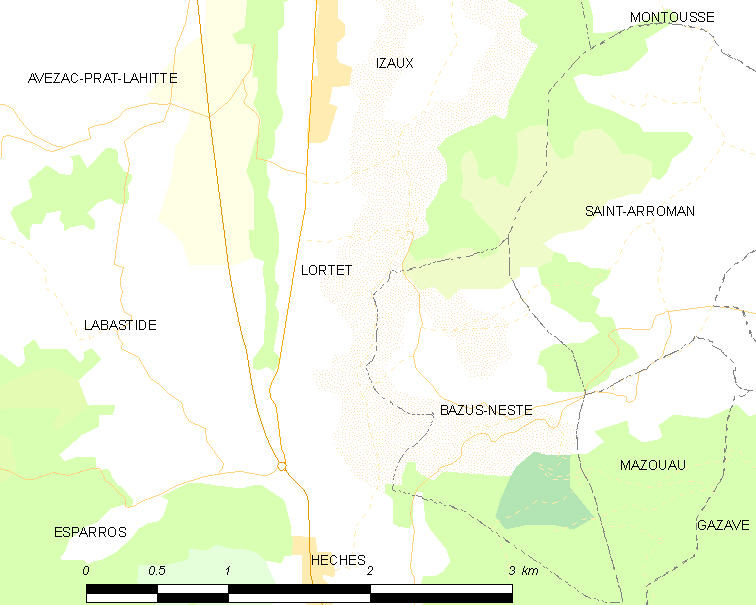
洛尔泰的OSM定位图

洛尔泰的时区为UTC+01:00、UTC+02:00（夏令时）。

## 行政
洛尔泰的邮政编码为65250，INSEE市镇编码为65279。

## 政治
洛尔泰所属的省级选区为内斯特-欧尔-卢龙县。

## 人口

1962-2008年间洛尔泰人口变化图示

洛尔泰于2022年1月1日时的人口数量为210人。